# 야마모토정
야마모토정(일본어: 山元町)은 일본 미야기현 남부 와타리군에 있는 정이다.

## 지리
미야기현 최동남단에 위치하고 태평양과 접하는 정이다. 지형은 크게 3가지로 분류할 수 있다. 동부는 저지, 중부는 대지, 서부는 산지이다. 동부의 토지 이용은 주로 논이며, 중부는 밭이나 과수원, 서부는 삼림이다. 또 지구는 크게 3개로 나눌 수 있다. 북부의 야마시타 지구, 남부의 사카모토 지구, 해안부의 나카하마 지구이다. 야마시타와 사카모토가 큰 취락이지만 철도로 가장 가까운 역(동일본 여객철도 야마시타·사카모토역)에서는 떨어져 있어 통근·통학은 약간 불편하다.

## 역사
- 931년경에 저술된 와묘루이주쇼에 와타리군에 네 개의 향, 즉 사카모토·히시누마·와타리·보타가 있다는 기록이 있는데 이것이 최초의 문헌 기록이다.
- 1056년경 - 후지와라노 쓰네키요가 와타리 지방을 영유했다.
- 1855년 - 이양선이 이소하마 부근에 출몰했다.
- 1868년 - 보신 전쟁이 벌어졌고 오우에쓰 열번 동맹이 고마가네 및 사카모토 부근에서 패전하였다.
- 1889년 - 야마시타촌과 사카모토촌이 성립하였다.
- 1955년 2월 1일 - 야마시타촌과 사카모토촌이 합병해 야마모토정이 성립하였다.

## 인구
| 연도 | 인구   | ±%     |
| ---- | ------ | ------ |
| 1920 | 10,615 | —      |
| 1930 | 12,037 | +13.4% |
| 1940 | 12,967 | +7.7%  |
| 1950 | 18,370 | +41.7% |
| 1960 | 16,547 | −9.9%  |
| 1970 | 14,820 | −10.4% |
| 1980 | 17,630 | +19.0% |
| 1990 | 18,268 | +3.6%  |
| 2000 | 18,537 | +1.5%  |
| 2010 | 16,704 | −9.9%  |

## 교통

### 철도
- 동일본 여객철도 조반선

### 도로
- 조반 자동차도
- 국도 6호선

## 자매 도시
- 일본 홋카이도 다테시